# Леся Олендій
Леся Олендій (7.03. 1973, м.Новояворівськ, Львівської області) – українська письменниця, поетка, публіцистка.

## Життєпис
Леся Олендій ( творче ім’я Олука) народилася 7 березня 1973 року в м. Новояворівськ Яворівського району, Львівської області. Народилася у сім'ї Луки та Ольги Олендій. Колишній репресований Лука Олендій розбудовував м. Новояворівськ. Відточуючи власні вміння будівничого, за роки роботи на різних будовах, із столяра піднявся до бригадира. Талантом будівничого був наділений, не маючи жодної будівельної освіти. Найважливішою будовою його життя стала споруджена під його керівництвом Церква Святих Верховних апостолів Петра і Павла Львівської архієпархії УГКЦ в м.Новояворівськ. За заслуги перед рідним краєм і за вагомий вклад у зведення храму, Лука Олендій отримав звання Почесного громадянина м. Новояворівська. 

Закінчила Новояворівську загальноосвітню школу №1. Під час навчання в школі займалася в гуртках юних кореспондентів. Друкувала замітки і перші літературні замальовки в районній газеті. Закінчила Українську академію друкарства (спеціальність «Видавнича справа та редагування»). Тривалий час займалася журналістикою, друкувалася у газеті «Тиждень», керувала відділом культури та мистецтв в газеті «Молода Галичина» 2004 – 2006рр. – працювала у «Львівській газеті», спеціалізувалася на соціальній тематиці. Писала рекламні статті. Співпрацювала з  Львівським навчально-реабілітаційним центром »Джерело». Її першою літературно-журналістською спробою 2005 року став текст «Евтаназія: гідна смерть чи вбивство» для «Львівської газети». Того ж року, на замовлення Музею Тараса Шевченка Львівського палацу мистецтв, написала публіцистичну книгу «Шляхами Академіка волі». Книга присвячена 200-річчю від дня народження Тараса Шевченка. У книжці зібрано спогади художників, учасників шевченківської експедиції, які мандрували шляхами Великого Кобзаря. Монологи художників гармонійно переплітаються із листами і щоденниковими записами Тараса Григоровича. Матеріал проілюстровано знімками, розповідається про кожного з учасників експедиції.  В 2012 році вийшов її роман «Mia Italia». Це книга розповідей про Італію, людей, що там живуть, їхні традиції і кухню. 

З 2011 року проживає в Італії.

```
Життєве правило письменниці: «Не зраджувати собі, не залежно від місця проживання».
```

В Італії  знайшла себе в декупажі. Декупажні сувеніри, ялинкові прикраси створює не лише для італійської домівки, а й у подарунок для рідних, друзів. В Італії почала малювати. На занятті з іконописання намалювала Богородицю, яку подарувала своїм батькам.

У 2017 році організувала благодійну акцію «Продай свою книгу – допоможи сиротам із Авдіївки»  - допомога українських письменників і поетів Батьківщини і закордоння дітям, які залишилися сиротами після обстрілів Авдіївки 13 травня 2017 року.

На даний час пише поезію. Вірш «Заведи мотоцикл» у перекладі на італійську мову («Accendi la moto») брав участь в італійському конкурсі поезії імені Альди Меріні.

Твори

- 2012 – «Шляхами Академіка волі» (видавництво Афіша);
- 2012 - «Mia Italia» (Моя Італія) (Видавнича компанія АРС);
- 2015 — колективна збірка оповідань та новел «Львів. Кава. Любов» (видавництво Клуб сімейного Дозвілля);
- 2015 – «Україна в мені» збірка Львівського жіночого літературного клубу про події на Майдані 2014 року (видавництво Апріорі);
- 2016 – «Італія під мікроскопом»[6] (КМ-Букс);
- 2017 – колективна збірка «Придивитись до життя» із серії П’ять зірок (редакція Міли Іванцової);
- 2017 – Гніздо горлиці – романна версія за фільмом та кіносценарієм «Гніздо горлиці»[7] (видавництво КСД);
- 2017 – колективна збірка малої прози «Заведи мотоцикл» із серії Дорожні історії (редакція Міли Іванцової);
- 2017 – колективна збірка «Підземне царство метро» із серії Дорожні історії (редакція Міли Іванцової).

## Відзнаки
2014 – диплом лауреата конкурсу «Коронація слова» і спеціальна відзнака «Міжнародний вибір» у номінації «Романи» за роман «Ефемерія.